# Sean Lee
Sean Patrick Lee  (* 22. Juli 1986 in Pittsburgh, Pennsylvania) ist ein ehemaliger US-amerikanischer American-Football-Spieler in der National Football League (NFL). Er spielte von 2010 bis 2020 für die Dallas Cowboys als Outside Linebacker.

## College
Lee besuchte die Pennsylvania State University und spielte für deren Mannschaft, die Nittany Lions, überaus erfolgreich College Football. In den drei Saisons, die er bestritt, konnte er 313 Tackles setzen und 12,5 Sacks erzielen. Als er 2008 wegen einer Kreuzbandverletzung die gesamte Saison ausfiel, wurde er von seinen Teamkollegen dennoch ehrenhalber zum Kapitän gewählt und kam als Assistenztrainer zum Einsatz.

## NFL
Beim NFL Draft 2010 wurde er in der 2. Runde als insgesamt 55. von den Dallas Cowboys ausgewählt. Um ihn überhaupt draften zu können, erhandelten sich die Cowboys den 55. Pick  von den Philadelphia Eagles, indem sie ihnen den eigenen Zweitrunden- sowie den Viertrunden-Pick überließen (Nr. 59 und Nr. 125).
Obwohl ihm das Verletzungspech, das ihn schon an der Uni plagte, auch in der Vorbereitung treu blieb, kam er in seiner Rookie-Saison in 14 Spielen zum Einsatz und zwar sowohl in der Defense als auch in den Special Teams. 2011 lief er in allen Spielen als Starter auf und zeigte wie auch in den kommenden Spielzeiten konstant gute Leistungen.
2015 wurde er erstmals in den Pro Bowl berufen, wo er dann mit einer Interception auf sich aufmerksam machte.
Im April 2021 gab er seinen Rücktritt vom Profisport bekannt.